# Mariana Avitia Martínez
Mariana Avitia (Monterrey, 18 de setembre de 1993) és una arquera mexicana, medallista en els Jocs de Centreamèrica i del Carib a Mayagüez 2010. El 2 d'agost de 2012 als Jocs Olímpics de Londres es va fer guanyadora de la medalla de bronze.

## Trajectòria
La trajectòria esportiva de Mariana Avitia s'identifica per la seva participació en els següents esdeveniments nacionals i internacionals:

### Jocs Centreamericans i del Carib
Va ser reconegut el seu triomf de ser la cinquena esportista amb el major nombre de medalles de la selecció de Mèxic als jocs de Mayagüez 2010.

#### Jocs Centreamericans i del Carib de Mayagüez 2010
El seu acompliment en la vintena primera edició dels jocs, es va identificar per ser la desena esportista amb el major nombre de medalles entre tots els participants de l'esdeveniment, amb un total de 6 medalles:

- , Medalla de plata: Equip
- , Medalla de plata: Recurvat
- , Medalla de bronze: Rec. 50m
- , Medalla de bronze: Rec. 60m
- , Medalla de bronze: Rec. 70m
- , Medalla de bronze: FITA